# Mieszko Młodszy
Mieszko Młodszy, Mieszko kaliski (ur. między 1160 a 1165, zm. 2 sierpnia 1193 w Kaliszu) – polski książę z dynastii Piastów, z linii Piastów wielkopolskich, czwarty syn Mieszka III Starego, książę kaliski w latach 1191–1193.
Mieszko Młodszy był drugim pod względem starszeństwa synem Mieszka III Starego i jego drugiej żony Eudoksji, prawdopodobnie córki wielkiego księcia kijowskiego Izjasława (Mieszko III Stary posiadał jeszcze synów z pierwszego małżeństwa: Odona i Stefana).
Na kartach historii Mieszko pojawił się po raz pierwszy w 1167 w dokumencie Kazimierza II Sprawiedliwego i Mieszka III, wydanym na zjeździe w Jędrzejowie, jako jeden z synów księcia wielkopolskiego.
W 1177 lub 1179 w wyniku ogólnokrajowej rewolty przeciwko Mieszkowi Staremu, młody książę wraz z rodzicami i rodzeństwem znalazł się na wygnaniu. Do kraju powrócił zapewne razem z ojcem w roku 1181.
W 1184 dzięki sprytnym zabiegom dyplomatycznym ojca Mieszko Młodszy został wyznaczony przez schorowanego księcia Leszka Bolesławowica namiestnikiem dzielnicy mazowieckiej i kujawskiej, z prawem do sukcesji po swojej śmierci. Samowolne i okrutne rządy Mieszka Młodszego skłoniły jednak Leszka do ugody z Kazimierzem II Sprawiedliwym i wygnania namiestnika (zmieniono wtedy również testament).
W 1191, kiedy Mieszko Stary opanował chwilowo Małopolskę, postanowił, że jeden z jego synów (Mieszko Młodszy lub Bolesław Mieszkowic) ma sprawować tam w jego imieniu władzę. Jednak Kazimierz Sprawiedliwy szybko odzyskał kontrolę nad dzielnicą, a Mieszko Młodszy (lub Bolesław) trafił na krótko do niewoli.
W tym to też momencie Mieszko III Stary zdecydował się wyznaczyć księstwo kaliskie, jako uposażenie swojego syna – imiennika.
Mieszko Młodszy zmarł 2 sierpnia 1193 i został pochowany w kolegiacie św. Pawła Apostoła w Kaliszu. Grobowiec księcia odnaleziono podczas badań archeologicznych prowadzonych w latach 1958–1960 przez Krzysztofa Dąbrowskiego.
Z nieznanych powodów książę kaliski nigdy się nie ożenił i nie pozostawił potomstwa; po jego śmierci Mieszko III Stary przekazał księstwo kaliskie swojemu najstarszemu synowi Odonowi Mieszkowicowi.

## Genealogia
| Bolesław III Krzywousty ur. 20 VIII 1086 zm. 28 X 1138 | Bolesław III Krzywousty ur. 20 VIII 1086 zm. 28 X 1138 |                                                               |                                                               | Salomea z Bergu ur. zap. 1099 zm. 27 VII 1144 | Salomea z Bergu ur. zap. 1099 zm. 27 VII 1144 |  |  | Izasław II ur. 1096 zm. 13 XI 1154 | Izasław II ur. 1096 zm. 13 XI 1154 |                                   |                                   | NN ur. ? zm. 1151 | NN ur. ? zm. 1151 |
|                                                        |                                                        |                                                               |                                                               |                                               |                                               |  |  |                                    |                                    |                                   |                                   |                   |                   |
|                                                        |                                                        |                                                               |                                                               |                                               |                                               |  |  |                                    |                                    |                                   |                                   |                   |                   |
|                                                        |                                                        | Mieszko III Stary ur. w okr. 1122–1125 zm. 13 lub 14 III 1202 | Mieszko III Stary ur. w okr. 1122–1125 zm. 13 lub 14 III 1202 |                                               |                                               |  |  |                                    |                                    | Eudoksja ur. ok. 1140 zm. po 1181 | Eudoksja ur. ok. 1140 zm. po 1181 |                   |                   |
|                                                        |                                                        |                                                               |                                                               |                                               |                                               |  |  |                                    |                                    |                                   |                                   |                   |                   |
|                                                        |                                                        |                                                               |                                                               |                                               |                                               |  |  |                                    |                                    |                                   |                                   |                   |                   |
|                                                        |                                                        |                                                               |                                                               |                                               |                                               |  |  |                                    |                                    |                                   |                                   |                   |                   |

|  |  |  |  | Mieszko Młodszy (ur. w okr. 1160–1165, zm. 2 VIII 1193) |